# 挠羊赛
挠羊赛是一项流行于山西省忻州市的民间摔跤竞赛，现已入选第二批国家级非物质文化遗产。当地方言中“挠”的意思是用肩扛，挠羊赛因冠军会获得一只活羊作为奖品而得名。

## 历史
挠羊赛源于古代的角抵戏，只不过在其他地区已经失传，因为忻州自古处于兵家必争之地，居民具有尚武精神，角抵戏得以在此保留下来。 根据《旧五代史》里的记载，至迟在唐朝，忻州地区就已经有大众的角抵赛了。据考证，挠羊赛起源于明洪武二年（公元1369年）。传统的挠羊赛常常在庙会时举行，前半夜唱戏，后半夜举办挠羊赛。后来挠羊赛成了当地庙会的重要组成部分，当地有俗语“赶会不摔跤，瞧得人就少，唱戏又摔跤，十村八村都来看热闹”。 此外，农闲时也会有挠羊赛举办，当地有民谣“立了秋，挂锄钩，唱戏挠羊放牲口”。
亦有说法称挠羊赛的起源与岳飞有关。岳飞被害后，麾下的老兵程婴气愤至极退伍还乡，在家乡忻州传授军中摔跤本领，以求抵抗金兵。
1960年的全国文教群英大会上，忻州获得了中国“摔跤之乡”的美称。2006年，“挠羊赛”入选“山西省省级非物质文化遗产”，2008年入选第二批国家级非物质文化遗产。当地政府努力保护这一文化遗产，并组织了“忻州摔跤节”和“山西内蒙挠羊对抗赛”。

## 规则
赛前，主办挠羊赛的村镇会张贴广告宣传比赛，并在场地（一般是戏台）后插两面旗，上书“英雄跌对，跌死无罪”八个大字（中华人民共和国建立之后先后改为“和平跤对，勿伤害人”和“友谊第一、比赛第二”）。而能够拔旗的人一般是曾经获得过挠羊赛冠军的人。如果主办的村镇有或者邀请到了获得过挠羊赛冠军的人，跤旗只插一面。主办方的高手即“保羊的”。旧时农历七月二十二，在原平天地庙庙会上举办的挠羊赛影响力最大， 届时有忻州（今忻府区）、定襄、原平（今原平市）三县的高手强强对决。
传统挠羊赛的选手不着跤衣，上身赤裸；不论体重轻重、年龄大小。主办方聘请有经验的老者作为比赛裁判。比赛时，除脚以外的身体部位不能着地，否则判输。比赛一跤定胜负，失利者下场，胜利一方留在台上接受下一位选手的挑战。连续摔倒五人则被称作“好汉”，而连胜六人的选手将被誉为“挠羊汉”（五和六据说与关羽过五关斩六将有关），即比赛的最终赢家，他将获得一只活羊作为比赛奖品。众人为他戴上红花，送上活羊，让他骑上高头大马绕场庆贺，在酒宴后欢送他出村回家。“好汉”和连胜三人以上的选手也有奖品。现今的“忻州摔跤节”和“山西内蒙挠羊对抗赛”等挠羊赛一般沿袭传统规则，变化不大。